# Voroněž
Voroněž (rusky Воро́неж – mužský rod s výslovností  [vɐˈronʲɪʂ]IPA) je město na jihozápadě evropské části Ruska. Leží asi 250 km severně od hranic s Ukrajinou a 530 km jižně od Moskvy na pravém břehu řeky Voroněž, těsně před jejím ústím do Donu. Město je správním střediskem Voroněžské oblasti. Žije zde přibližně 1,04 milionu obyvatel.

## Historie
První zmínka o Voroněži, dochovaná v Ipaťjevském letopise, se vztahuje již k roku 1177. Její název je dle některých teorií příbuzný s českými slovy „vraný“ a „vrána“, jsa odvozen koncovkou „-ež“ (viz např. mládež). Pevnost na ochranu proti útočícím krymským a nogajským Tatarům tu byla založena ale až za cara Fjodora I. koncem roku 1585. V 17. století už byla Voroněž profitujícím obchodním městem. Roku 1648 zde proběhlo protifeudální povstání. Car Petr Veliký ve Voroněži roku 1696 nechal vybudovat loděnice, v nichž postavil slavnou Azovskou flotilu. Petr zde často pobýval a během jeho vlády se stala Voroněž nejvýznamnějším městem na jihu Ruska; třebaže Voroněž musela přepustit pozici nově budovanému Petrohradu, byla roku 1711 ustavena sídlem Azovské gubernie, v roce 1725 přejmenované na voroněžskou. 10. srpna 1773 město postihl velký požár, po němž bylo výrazně přebudováno. V 19. století se rozvíjel průmysl, v této oblasti ale hlavně potravinářský. Voroněž byla totiž centrem úrodné černozemě; byly vybudovány mlýny a závody zpracovávající potraviny. V 70. letech předminulého století bylo město propojeno železnicí s Moskvou a Rostovem na Donu. Roku 1934 byla ustavena nynější Voroněžská oblast. Za druhé světové války byly po 212 dnů od června 1942 do ledna 1943 o město a okolí sváděny těžké boje.
V brzkých ranních hodinách 24. června 2023 bylo město obsazeno vojáky Wagnerovy skupiny pod vedením Jevgenije Prigožina, když skupina obsadila všechna vojenská stanoviště ve městě. Ruský prezident Vladimir Putin to označil za vzpouru.

## Současná Voroněž
Dnes je město hlavním ekonomickým i administrativním centrem celé „černozemě“; nachází se tu 7 divadel, 12 kin a 38 institucí vyššího vzdělávání; sídlí tu i Voroněžská státní univerzita. Na ni často prodělávají jazykovou přípravu i zahraniční studenti z mnoha zemí. Nachází se zde mnoho velkých a středně velkých podniků. Je zde i přibližně 40 vědeckých institucí vyššího vzdělávání. Proto se Voroněž někdy nazývá Město studentů.

## Průmysl
Voroněž je jedním z největších hospodářských center v Rusku, vyrábí se zde raketové motory pro kosmický průmysl, letadla Iljušin, Antonov An-148 nebo Suchoj Superjet 100, byl zde vyráběn i nadzvukový Tupolev Tu-144, obdoba západoevropského Concorde.

## Doprava
V letech 1926–2009 zde byla v provozu rozsáhlá síť tramvajové dopravy. Po její likvidaci, započaté roku 2001, se Voroněž stala největším (a jediným milionovým) městem Ruska bez tramvají.

## Partnerská města
- Charlotte, Spojené státy americké
- Čchung-čching, Čína
- León, Španělsko
- Sliven, Bulharsko
- Wesermarsch, Německo
- Homel, Bělorusko

## Rodáci
- Ivan Alexejevič Bunin – básník
- Ivan Savvič Nikitin – básník
- Samuil Maršak – básník
- Nikolaj Ge – malíř náboženské tematiky
- Alexej Vasiljevič Kolcov – básník
- Konstantin Feoktistov – ruský kosmonaut
- Andrej Platonov – ruský prozaik, dramatik a publicista
- Alexej Kaledin – ruský carský generál
- Georgij Žilenkov – sovětský generál a kolaborant

## Galerie

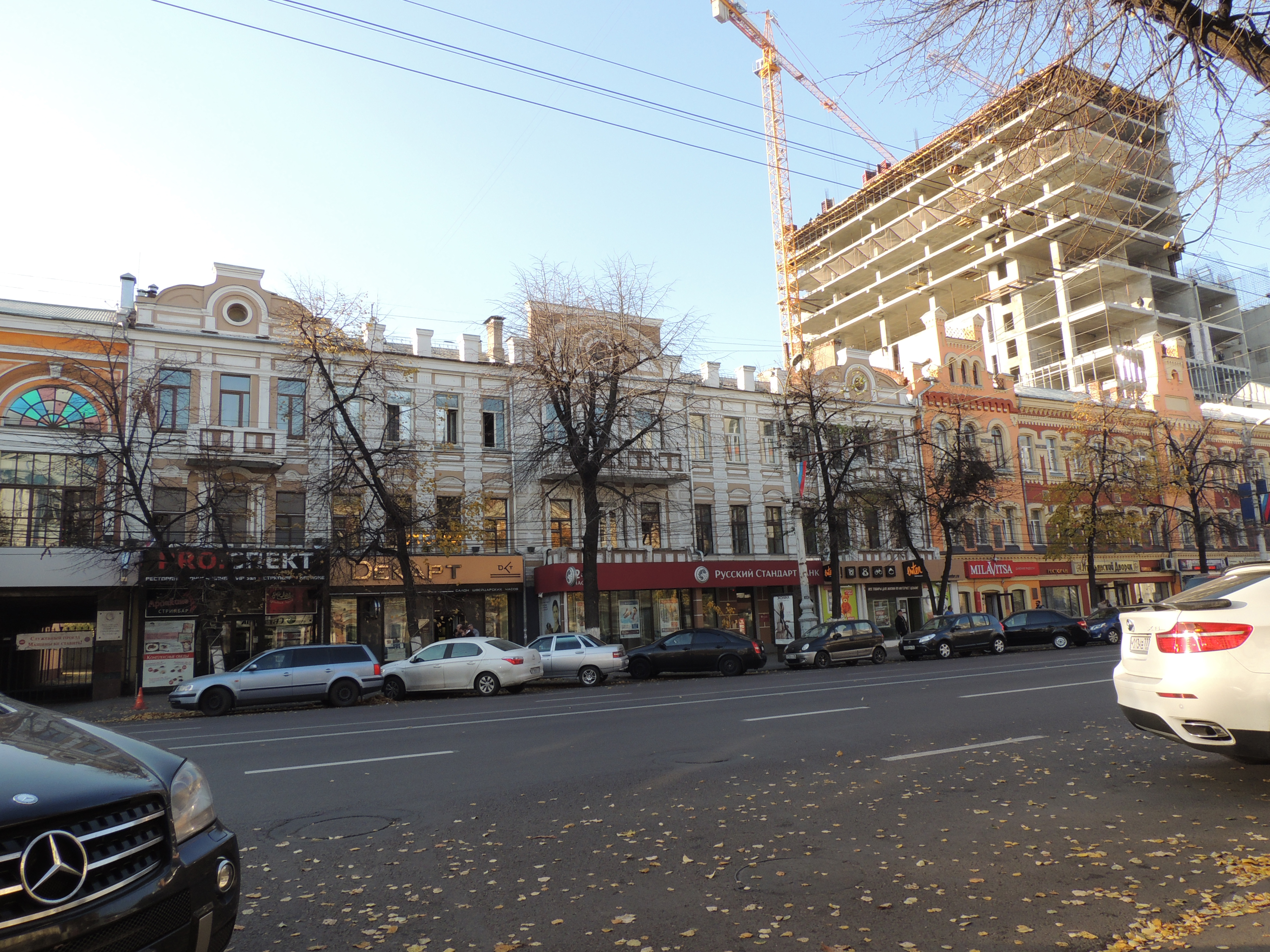
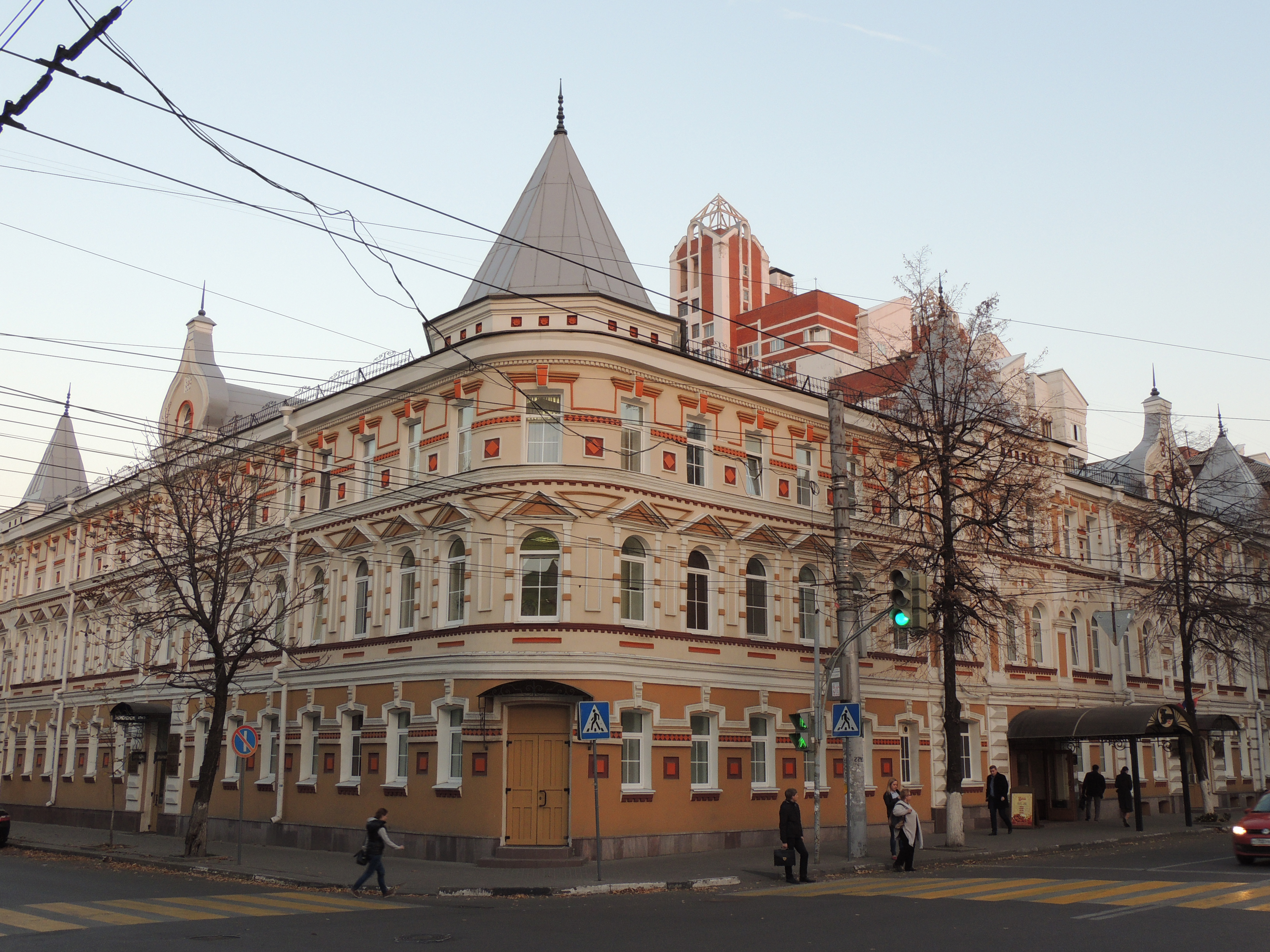
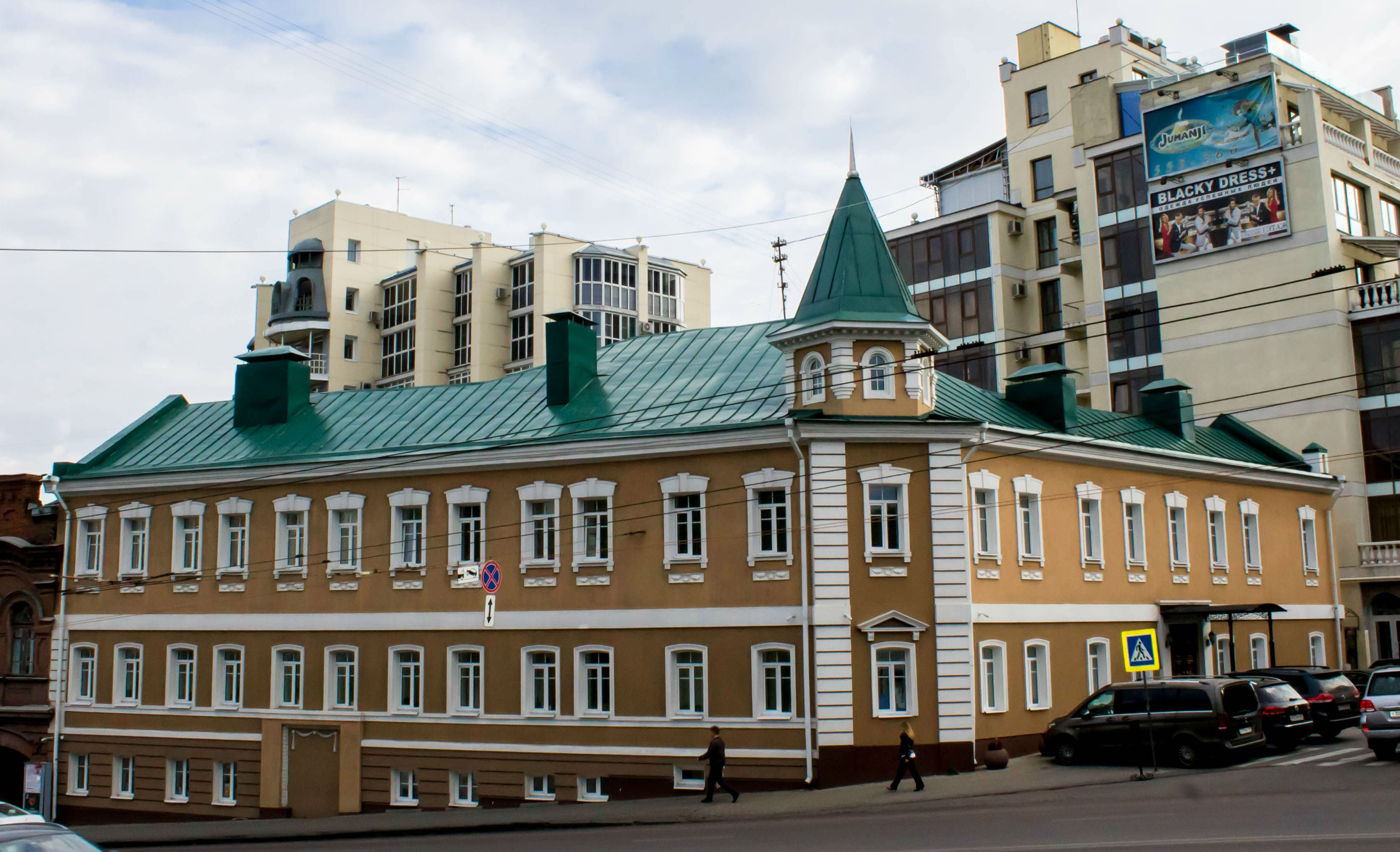
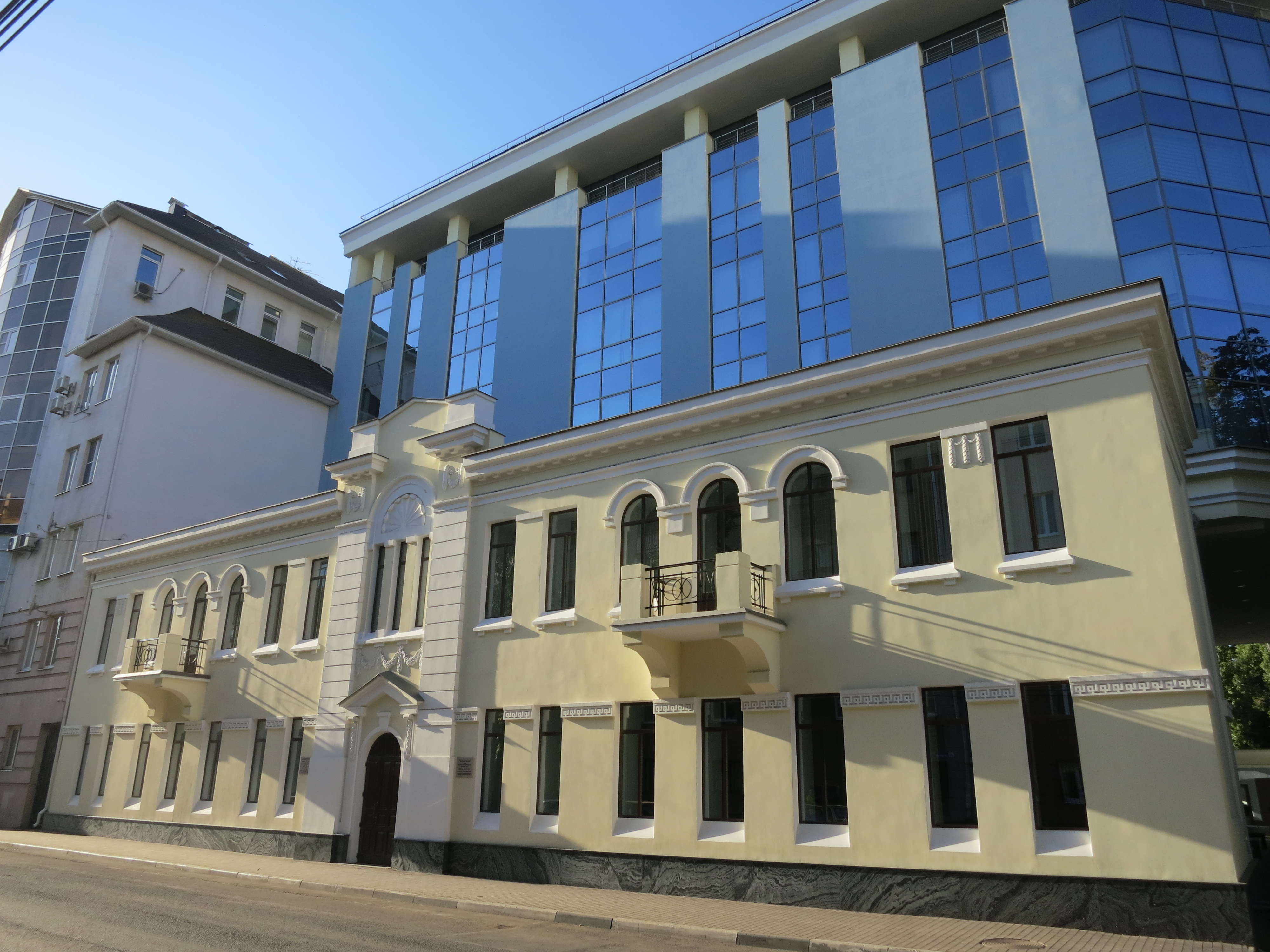
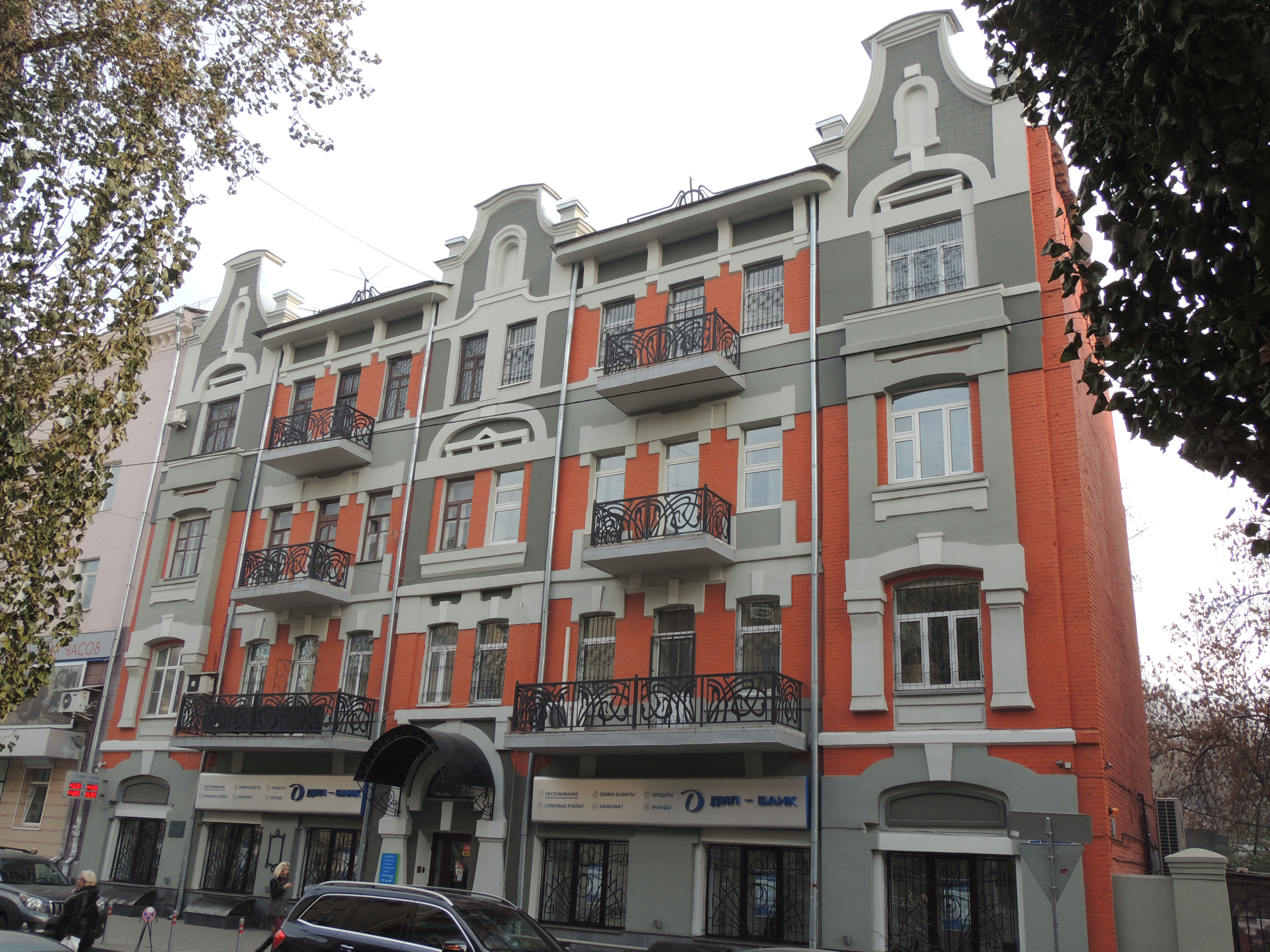
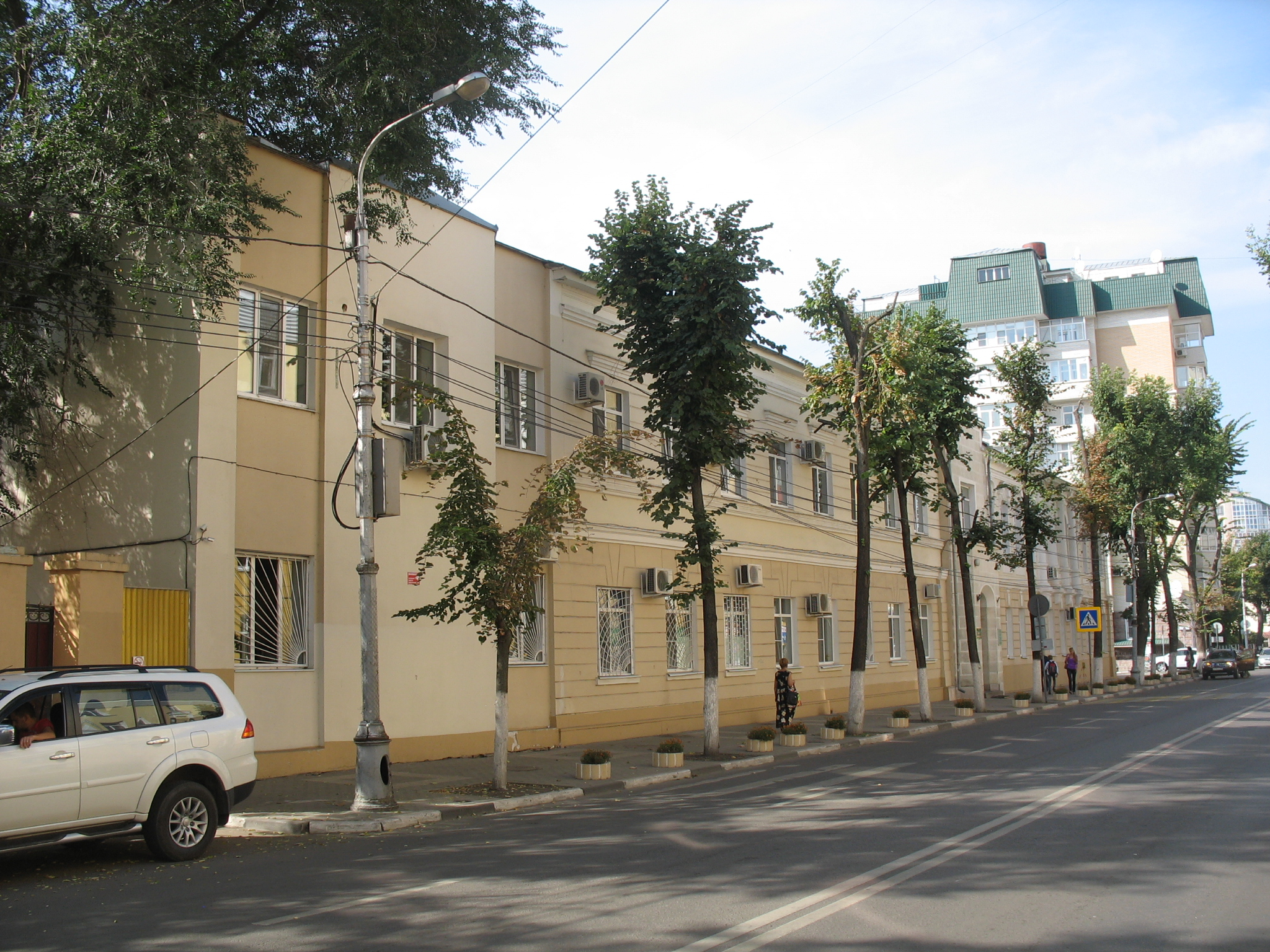
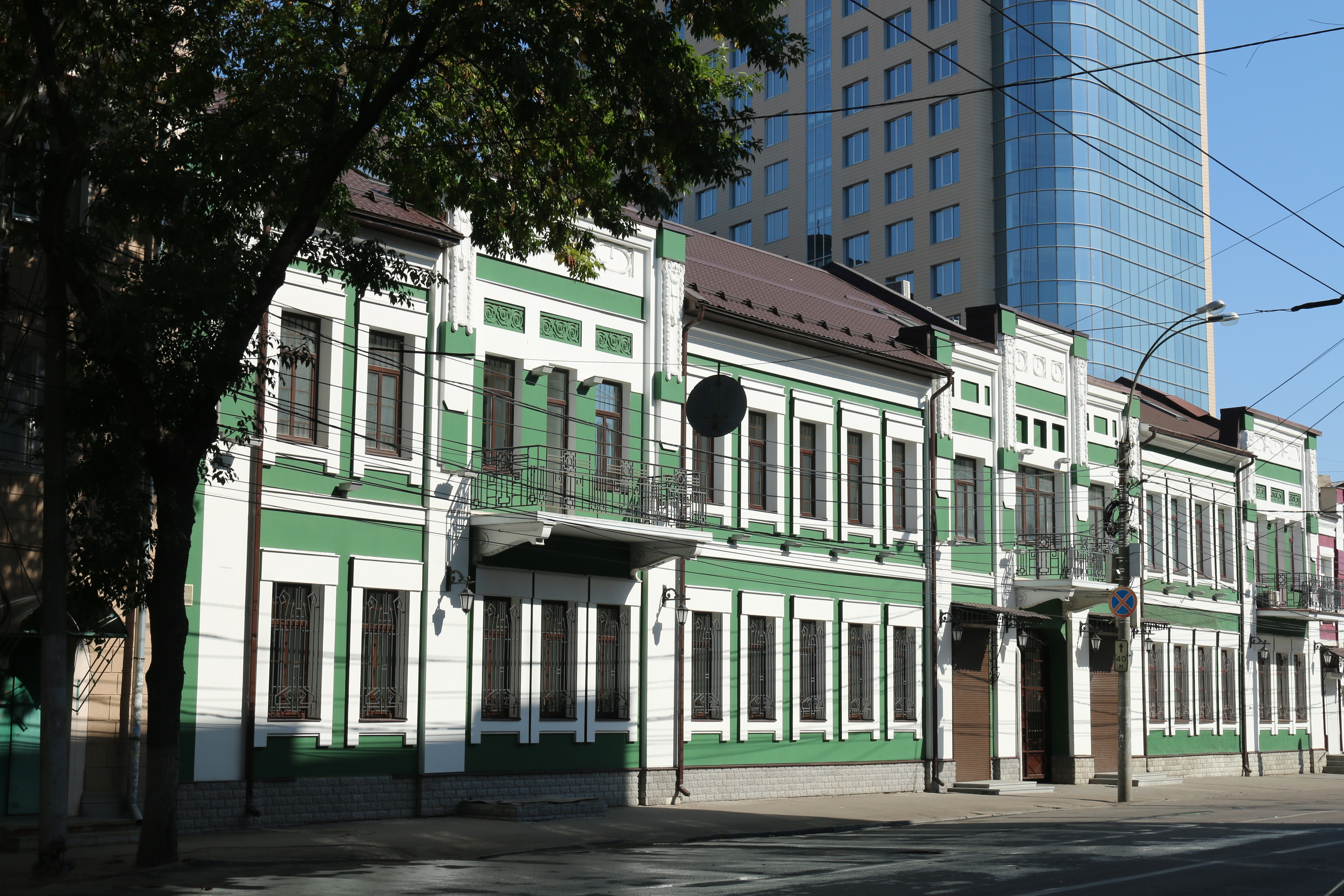
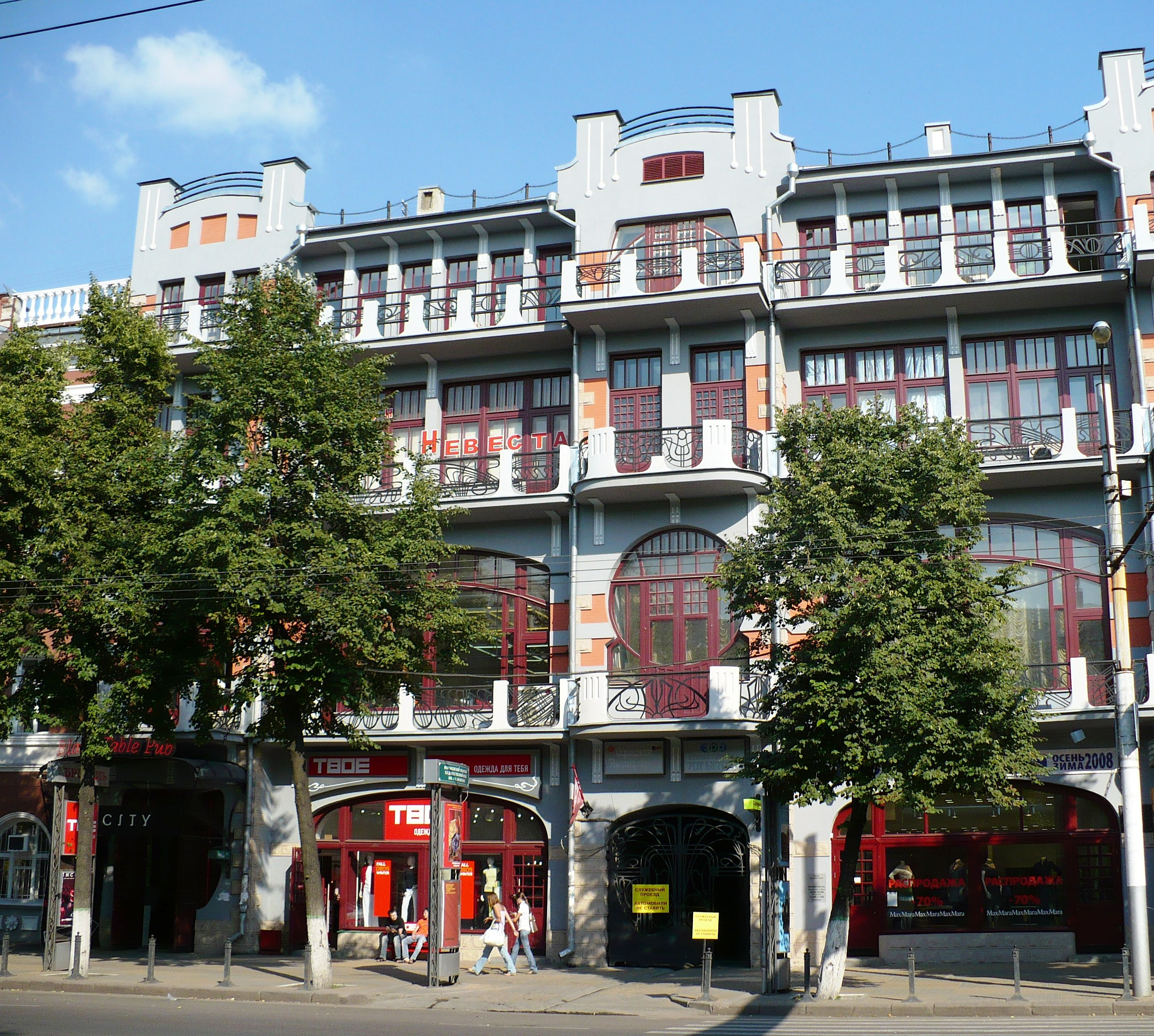